# 波希米亞普法爾茨
波希米亞普法爾茨（德語：Böhmische Pfalz；捷克語：Česká Falc）或波希米亞上普法爾茨（德語：Böhmische Oberpfalz），自19世紀以來也稱為新波希米亞（德語：Neuböhmen；捷克語：Nové Čechy），是當今巴伐利亞東北部的一個歷史地區，它從1353年起被神聖羅馬帝國皇帝查理四世併入波希米亞王冠領地。波希米亞普法爾茨位於上普法爾茨的北部，其領土一直延伸到上弗蘭肯和中弗蘭肯，靠近紐倫堡帝國自由市。